# Arena Chimki
L'Arena Chimki (in russo Арена Химки?) è uno stadio della città di Chimki, nell'oblast' di Mosca, in Russia. Ospita le partite casalinghe del Chimki.
Dal 2010 al 2016 ha ospitato le partite casalinghe del CSKA Mosca, mentre dal 2009 (anno dei lavori di ristrutturazione dello Stadio Dinamo) al 2019, la Dinamo Mosca ha giocato in questo impianto le sue partite interne. A causa delle basse temperature il campo viene spesso riscaldato quando fa molto freddo.